# جاسم جابر
جاسم جابر عبد السلام (مواليد 20 فبراير 2002) هو لاعب كرة قدم قطري يلعب حالياً مع النادي العربي في دوري نجوم قطر كمدافع أو لاعب وسط.

## روابط خارجية
- جاسم جابر على موقع قاعدة بيانات كرة القدم.إي يو (الإنجليزية)
- جاسم جابر على موقع ناشيونال فوتبول تيمز (الإنجليزية)
- جاسم جابر على موقع Soccerway.com (الإنجليزية)
- جاسم جابر على موقع عالم كرة القدم.نت (الإنجليزية)